# Geocharis portalegrensis
Geocharis portalegrensis – gatunek chrząszcza z rodziny biegaczowatych i podrodziny Trechinae.

## Taksonomia
Gatunek ten został opisany w 2000 lub 2001 roku przez Artura R. M. Serrano i Carlosa A. S. Aguiara

## Opis
Chrząszcz bezoki i bezskrzydły. Przedplecze słabiej sercowate niż u G. saldanhai, o przednim brzegu łukowatym i nieco rozszerzonym pośrodku, a górnej powierzchni silnie spłaszczonej. Górna część pokryw z dwiema parami szczecinek: przednią i tylną. Wewnętrzna krawędź tylnych ud ząbkowana. Środkowy płat edeagusa w widoku grzbietowym o wierzchołku nieco zgiętym w prawo. Woreczek wewnętrzny edeagusa z zakręconym sklerytem. Lewa paramera z dwoma szczecinkami wierzchołkowymi.

## Rozprzestrzenienie
Gatunek palearktyczny, endemiczny dla Półwyspu Iberyjskiego, gdzie wykazany został z Portugalii i Hiszpanii.